# READsystem
READsystemは、事前に登録（Registration）された病院から提出される悪性リンパ腫疑い症例の検体について、病理医が組織学的観察（Examination）のみならずフローサイトメトリー・染色体分析・遺伝子解析（Analyses）の所見を順次、記載（Description）し、それらを総合的に判断して統合型の病理診断に至るという、日本国初で広域・継続型の「悪性リンパ腫疑い症例のための統合診断システム」である。

## 概要
1989年11月16日、東北大学病院造血器病理学共同研究部門の一迫玲（いちのはさま りょう）教授が32歳時に医員として所属していた同院病理部で創始し、2021年、完成型に至った。
READsystemについては以下の下線部についても日本国初となっている。
- 病理診断業務に分子生物学的手法［フローサイトメトリー（四分域着色型の報告書考案）とゲノム解析2種（染色体分析・サザン解析）］を恒常的に導入し、
- リンパ腫疑い症例を対象とした多角的な解析による統合診断システムを創始した。
- 免疫組織化学と同様、診断に必要な各種のFISH法や遺伝子解析等は病理医の判断で追加する仕組みにした。
- 当該システムを、商業（ビジネス）運用という形で広域性と継続性を確保することによって社会実装化した。
- 当該システムにおける診断等の入力と閲覧にウェブサイトでの広域運用を導入し、紹介元病院のREADsystem情報を転院先でもウェブ閲覧できる機能（ME-2閲覧機能）を装備した。

## 沿革
- 1989年11月16日：READsystemの前身（院内対応と外注の混在）となるシステム構築開始（於：東北大学病院）
- 1996年12月1日：未固定組織検体での一括受付開始（於：東北大学歯学部／附：同部局での検体処理）
- 1999年4月1日：ホルマリン固定組織と未固定組織による現行と同様の一括受託体制に移行［ビー･エム･エル］
- 1999年9月24日：「READsystem」の呼称考案（翌年1月18日に商標登録出願）
- 2005年4月1日： READsystemの再構築開始（於：東北大学大学院医学系研究科）［江東微生物研究所、（エスアールエル）］
- 2008年10月1日： 定款第4条（1）に「血液疾患症例登録事業：宮城県内における血液病（腫瘍及び非腫瘍）等の診断精度向上（本法人設立者が考案した本邦初の悪性リンパ腫総合診断システム－READsystem－を基盤として）と、それに基づく長期的な精密疾患登録システムの構築及び維持」を謳った公益財団法人設立。
- 2011年6月21日：インターネットによるREADウェブシステム稼働。
- 2013年1月15日：より本格的な全国展開開始［LSIメディエンス］。 〃   5月：ME-2閲覧の運用開始通知。
- 2016年4月1日：READsystemを研究題目とする共同研究部門の協定書締結（於：東北大学病院）
- 2021年9月1日：whole slide image（バーチャルスライド）機能を搭載したREADsystem/WSIの運用開始［LSIメディエンス］。

## 文献等
- https://www.eiken.co.jp/uploads/modern_media/literature/2017_04/001.pdf
- 悪性リンパ腫疑い症例のための総合診断システムREADsystem。 Medical Technology 41:1040、 2013
- 本邦初のリンパ腫総合診断システム：READsystem 25年小史。病理と臨床32:111、 2014